# 北昆西 (伊利諾伊州)
北昆西（英語：North Quincy）是位於美國伊利諾伊州亞當斯縣的一個非建制地區。該地的面積和人口皆未知。

## 地理
北昆西的座標為39°58′24″N 91°22′38″W / 39.97333°N 91.37722°W，而該地的平均海拔高度為183米（即600英尺）。